# Государственный музей прикладного искусства Узбекистана
Государственный музей прикладного искусства Узбекистана находится в Ташкенте.
Основан в 1937 году на базе временной выставки кустарных ремесел. В фондах выставки музея находится около 10 тыс. экспонатов, раскрывающих историю декоративного искусства Узбекистана: резьба по дереву, керамика, чеканка, искусство ювелиров, золотошвеев, вышивальщиц, образцы массового производства местной промышленности.

## История здания музея
До начала XXI века музей располагался в бывшем дворце русского дипломата А. А. Половцева.
Здание было приобретено для А. А. Половцева его секретарём М. С. Андреевым по его поручению у ташкентского купца Иванова. Под руководством Андреева в доме была проведена значительная перестройка интерьеров в восточном стиле. Архитектором перестройки был А. А. Бурмейстер. Этот дом был известен в Ташкенте как «дом Половцева».
Во время Первой мировой войны в этом здании жили пленные австрийские офицеры. В двадцатые годы XX века после революции в здании до середины тридцатых годов размещался детский дом. Впоследствии в доме располагались разные организации, в том числе в доме располагался учебный центр резьбы по ганчу, чеканке, вышивальный цех, с июля 1937 года в доме размещался Музей кустарных промыслов, а в настоящее время — музей Прикладного искусства Узбекистана.
Здание представляет собой образец архитектурно-декоративного искусства. Построено в конце XIX в. архитектурный декор, резьба по ганчу, резьба и роспись по дереву выполнены узбекскими народными мастерами: Уста Т. Арсланкулов, А. Казымджанов (Ташкент), Уста Ширин Мурадов (Бухара), Уста А. Палванов (Хива), Уста Абдулла (Риштан).
В 1941 и 1961 годах здание реставрировалось. В 1960 году он получил название «Постоянно действующая выставка прикладного искусства Узбекистана».
В 1997 году музей перешел в ведение Министерства по делам культуры Республики Узбекистан и получил статус «Государственного музея Прикладного искусства».

## Книга-альбом
В 2020 году Всемирное общество по изучению, сохранению и популяризации культурного наследия Узбекистана  при участии председателя попечительского совета  Бахтиера Фазылова, председателя научного совета Эдварда Ртвеладзе, а также председателя правления Всемирного общества и руководителя проекта "Культурное наследие Узбекистана" Фирдавса Абдухаликова предложило подготовить и опубликовать книгу-альбом из серии "Культурное наследие Узбекистана в собраниях мира" "Собрание Государственного музея прикладного искусства и истории ремесленничества Узбекистана". Идею поддержало Министерство культуры Узбекистана, в ведомстве которого находится музей, а также руководство, сотрудники и хранители самого музея, в том числе директор музея Исмат Юсупов В подготовке материалов активное участие приняли также заведующая отделом фондов музея Салима Зохидова (в настоящее время ушла на пенсию) и главный хранитель Сайера Исраилова. Также авторами статей стали Фирдавс Абдухаликов и искусствовед Эльмира Гюль. В книге-альбоме опубликованы материалы, в которых подробно изложена история «дома Половцева», в котором расположен Музей, а также предметы искусства, произведенные на территории Узбекистана в XIX-XX вв, хранящиеся в музее, в том числе ювелирные изделия, художественное стекло, образцы резьбы и росписи по дереву, музыкальные инструменты, керамика и мелкая пластика, различные виды традиционного текстиля, фарфор, лаковая миниатюра. Книга-альбом была презентована в сентябре 2021 года в Ташкенте на V Международном конгрессе «Культурное наследие Узбекистана — фундамент нового Ренессанса»